# Fekete-víz (Baranya)
Fekete-víz är ett vattendrag i Ungern. Det ligger i provinsen Baranya, i den sydvästra delen av landet, 200 km söder om huvudstaden Budapest.